# Gary Haberl
Gary Haberl (* 4. Juli 1965 in Cessnock; † 18. November 2019 in Nulkaba) war ein australischer Tischtennisspieler. Er nahm an den Olympischen Spielen 1988 teil.
Gary Haberl war der erste australische Tischtennisspieler, der an Olympischen Spielen teilnahm. Als er 1989 vom Leistungssport Abschied nahm, hatte er fünf Mal die australische Meisterschaft gewonnen. Zuvor war er drei Jahre lang gegen Landsleute ungeschlagen.
Bei den Olympischen Spielen 1988 trat er im Einzel an. Nach zwei Siegen und fünf Niederlagen landete er auf Platz 41. Er gewann gegen Francisco López (Venezuela) und Sujay Ghorpade (Indien) und verlor gegen Jörg Roßkopf (Deutschland), Yoshihito Miyazaki (Japan), Atanda Musa (Nigeria), Andrzej Grubba (Polen) und Zoran Primorac (Jugoslawien).